# Blaudeix
Blaudeix est une commune française située dans le département de la Creuse, en région Nouvelle-Aquitaine.
Au 1er janvier 2025, la commune nouvelle de Parsac est créée à partir de la fusion des communes de Blaudeix et de Parsac-Rimondeix ; ainsi, la « nouvelle Parsac » recouvre le territoire de trois anciennes communes.

## Géographie

### Généralités
Dans la moitié nord du département de la Creuse, la commune de Blaudeix s'étend sur 6,90 km2. Elle est arrosée par le ruisseau de l'Étang de Clavérolles, un affluent du Verraux.
L'altitude minimale avec 359 mètres se trouve localisée au nord-est, là où le ruisseau de l'Étang de Clavérolles quitte le territoire communal et entre sur celui de Parsac-Rimondeix. L'altitude maximale avec 479 mètres est située dans le sud, en limite de Ladapeyre.
À l'intersection des routes départementales (RD) 9 et 81, le petit bourg de Blaudeix est situé, en distances orthodromiques, 18 kilomètres à l'est-nord-est de Guéret, la préfecture.
Le principal accès au territoire communal peut s'effectuer depuis les communes voisines par les échangeurs 44 (Parsac) et 45 (Jarnages) de la route nationale 145.

### Communes limitrophes
Blaudeix était limitrophe de trois communes. Au nord-est son territoire était distant d'environ 140 mètres de celui de Domeyrot.
|           | Clugnat  |                  |
| Ladapeyre | Blaudeix | Parsac-Rimondeix |
|           |          |                  |

### Climat
Pour des articles plus généraux, voir Climat de la Nouvelle-Aquitaine et Climat de la Creuse.
Historiquement, la commune est exposée à un climat montagnard.  
En 2020, Météo-France publie une typologie des climats de la France métropolitaine dans laquelle la commune est exposée à un climat de montagne et est dans la région climatique  Ouest et nord-ouest du Massif Central, caractérisée par une pluviométrie annuelle de 900 à 1 500 mm, maximale en automne et en hiver.
Pour la période 1971-2000, la température annuelle moyenne est de 10,7 °C, avec  une amplitude thermique annuelle de 15 °C. Le cumul annuel moyen de précipitations est de 949 mm, avec 12,2 jours de précipitations en janvier et 7,8 jours en juillet. Pour la période 1991-2020, la température moyenne annuelle observée sur la station météorologique la plus proche, située sur la commune de Genouillac à 15,23 km à vol d'oiseau, est de 0,0 °C et le cumul annuel moyen de précipitations est de 0,0 mm,. Pour l'avenir, les paramètres climatiques de la commune estimés pour 2050 selon différents scénarios d’émission de gaz à effet de serre sont consultables sur un site dédié publié par Météo-France en novembre 2022.

### Milieux naturels et biodiversité

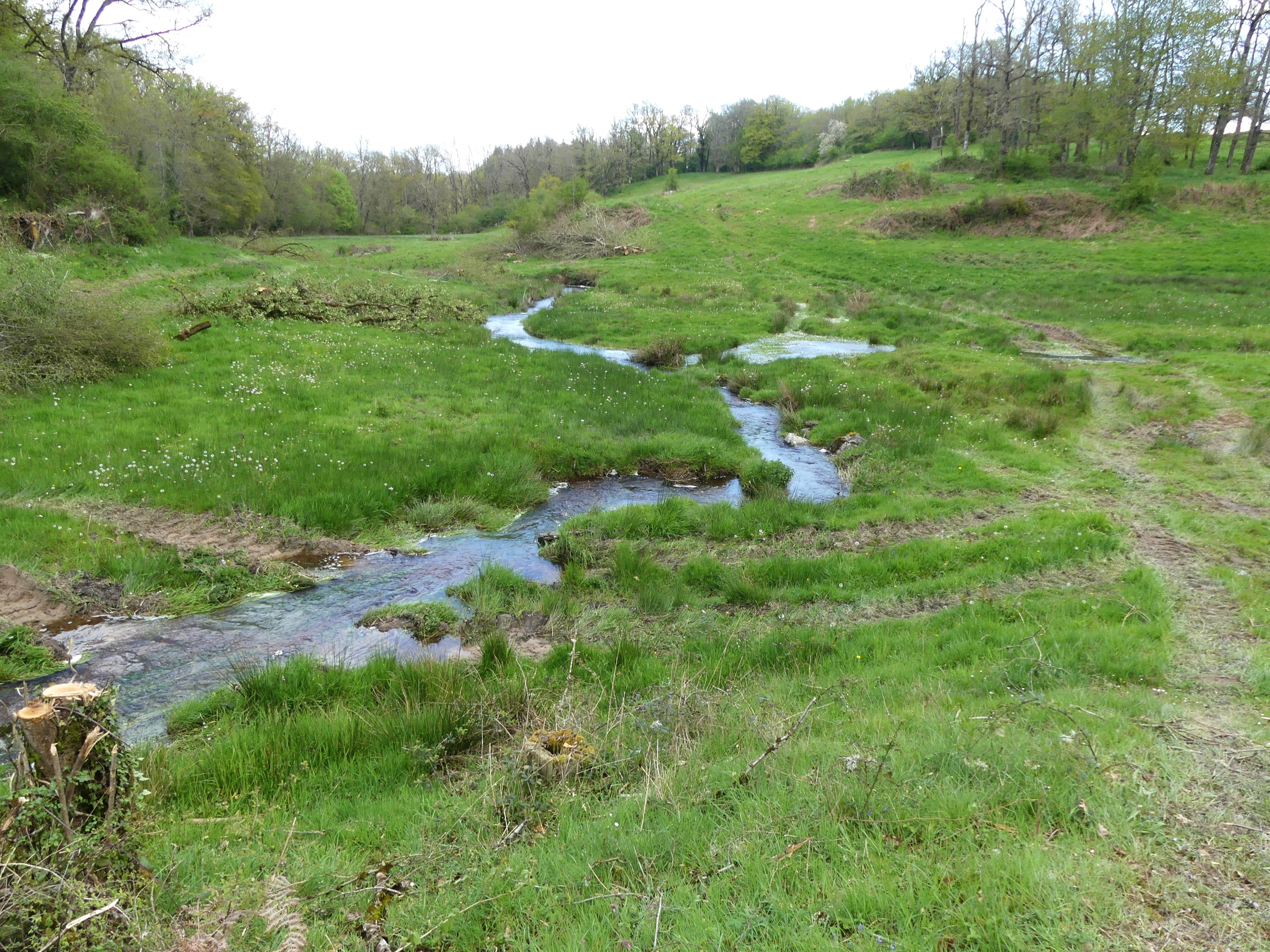
Le ruisseau de l'Étang de Clavérolles reçoit sur sa droite un affluent qui marque la limite avec Parsac-Rimondeix.

Dans sa traversée du territoire communal, la vallée du ruisseau de l'Étang de Clavérolles, ainsi que celles de deux de ses trois affluents, fait partie de la zone naturelle d'intérêt écologique, faunistique et floristique (ZNIEFF) de type 2 « vallée du Verraux et ruisseaux affluents (Fragne, Clavérolles, rio Buzet) », s'étendant sur près de deux kilomètres carrés, soit environ 11,5 % de la superficie totale de la ZNIEFF.
Ce site est remarquable par la présence de douze espèces déterminantes d'animaux (un insecte, un mammifère, sept oiseaux et trois poissons) et quatre de plantes phanérogames.

## Urbanisme

### Typologie
Au 1er janvier 2024, Blaudeix est catégorisée commune rurale à habitat très dispersé, selon la nouvelle grille communale de densité à 7 niveaux définie par l'Insee en 2022.
Elle est située hors unité urbaine. Par ailleurs la commune fait partie de l'aire d'attraction de Guéret, dont elle est une commune de la couronne,. Cette aire, qui regroupe 72 communes, est catégorisée dans les aires de moins de 50 000 habitants,.

### Occupation des sols
L'occupation des sols de la commune, telle qu'elle ressort de la base de données européenne d’occupation biophysique des sols Corine Land Cover (CLC), est marquée par l'importance des territoires agricoles (79,1 % en 2018), une proportion identique à celle de 1990 (79,1 %). La répartition détaillée en 2018 est la suivante : 
prairies (51,1 %), zones agricoles hétérogènes (28,1 %), forêts (20,9 %). L'évolution de l’occupation des sols de la commune et de ses infrastructures peut être observée sur les différentes représentations cartographiques du territoire : la carte de Cassini (XVIIIe siècle), la carte d'état-major (1820-1866) et les cartes ou photos aériennes de l'IGN pour la période actuelle (1950 à aujourd'hui).

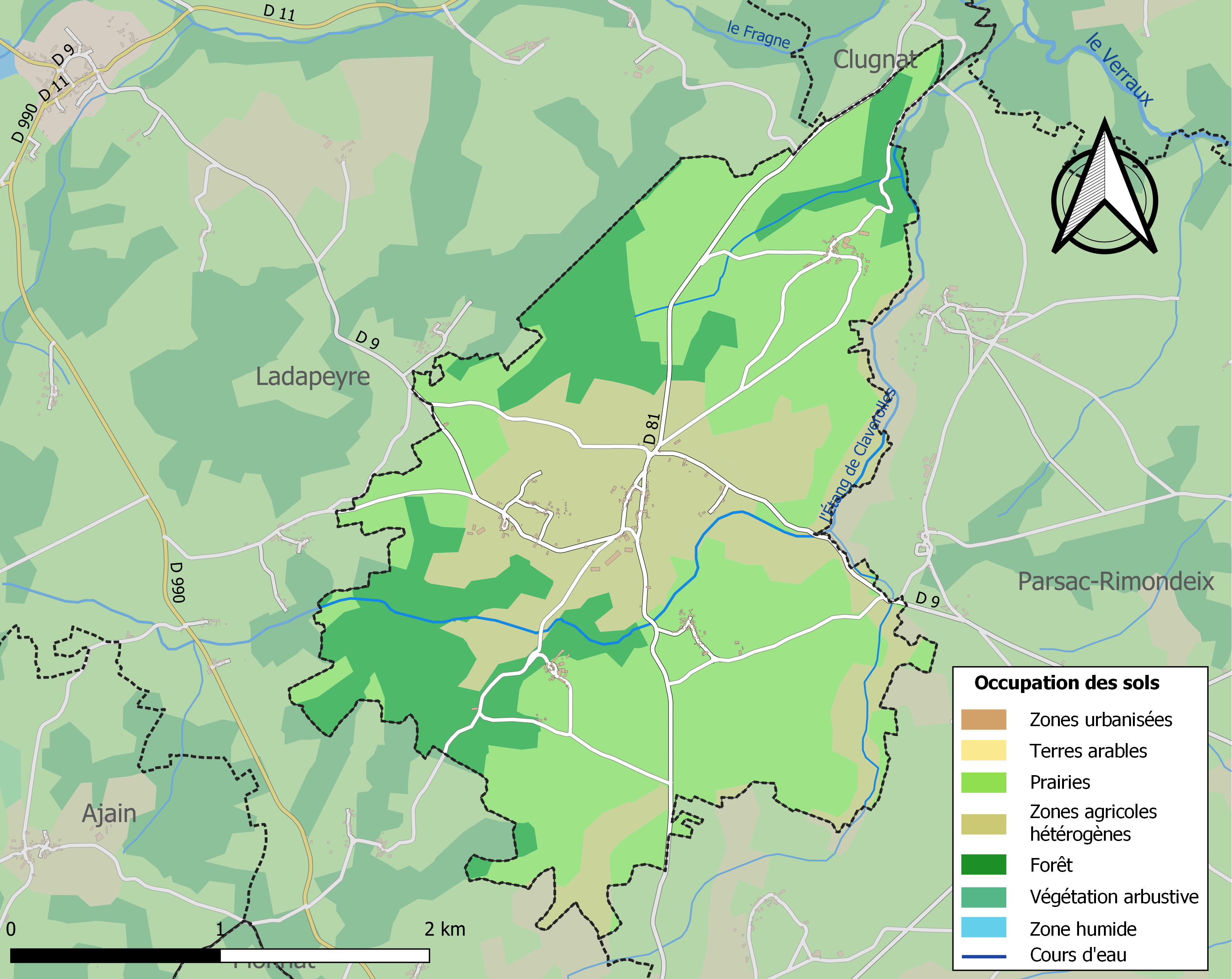
Carte des infrastructures et de l'occupation des sols de la commune en 2018 (CLC).
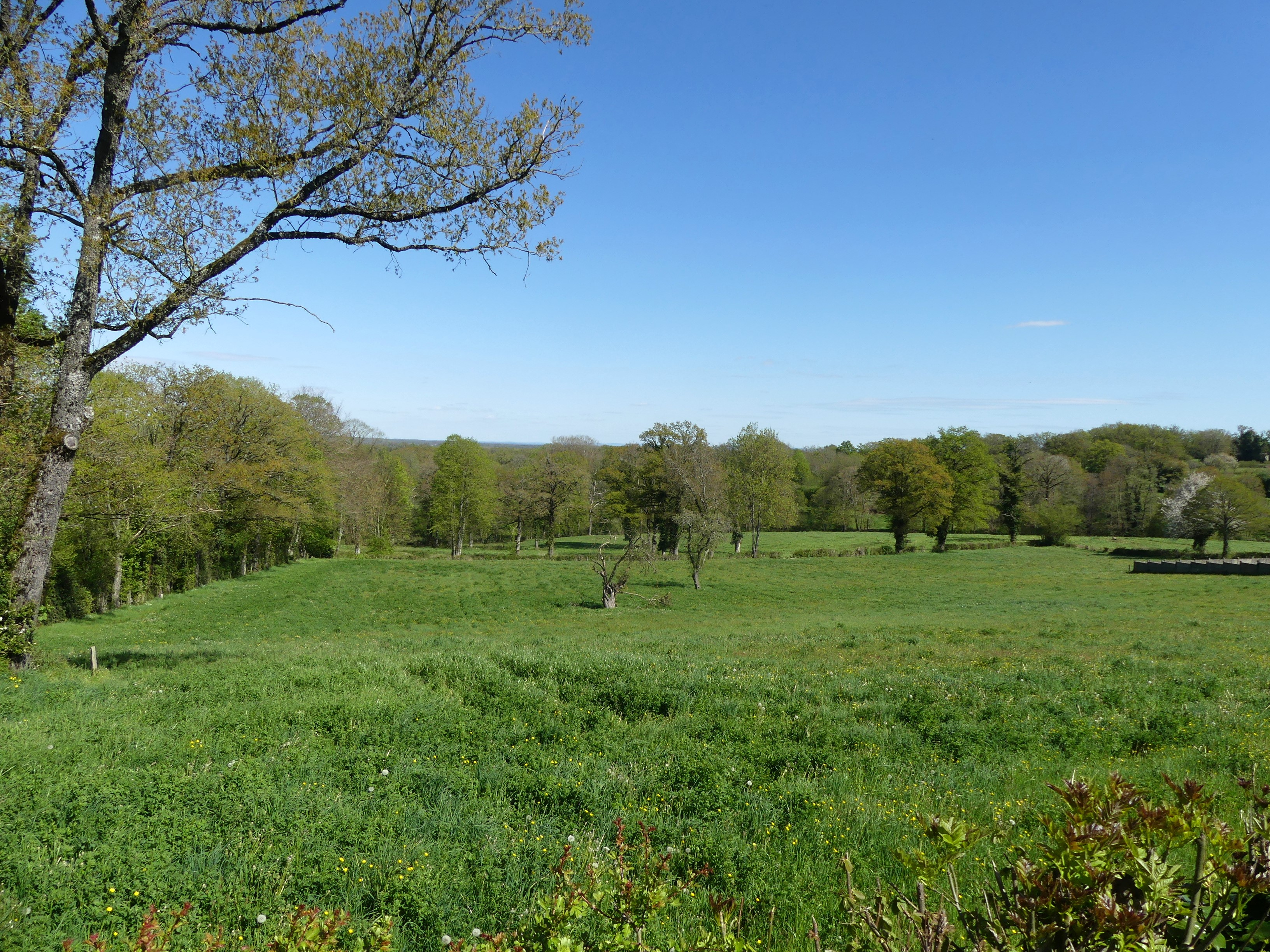
Paysage au nord du cimetière sud.

### Villages, hameaux et lieux-dits
Outre le bourg de Blaudeix proprement dit, le territoire communal se compose de villages ou de hameaux, ainsi que de lieux-dits :
- Boursonneix
- les Chassins
- la Chaume
- les Chaumes de Blaudeix
- les Chavailles
- Clavérolles
- les Corades
- la Côte Noire
- la Coterie
- Courrier
- les Fosses
- les Fraisses
- la Garenne
- la Goutte Noire
- le Grand Champ
- le Grand Pâtural
- le Grand Pré
- la Grande Chaume
- la Grande Chaume[Note 3]
- le Moulin
- les Nérodes
- le Peyrat
- Pierre Folle
- les Pouzarauds
- le Puy Rougier
- las Rayats.

### Risques majeurs
Le territoire de la commune de Blaudeix est vulnérable à différents aléas naturels : météorologiques (tempête, orage, neige, grand froid, canicule ou sécheresse) et séisme (sismicité faible). Il est également exposé à un risque particulier : le risque de radon. Un site publié par le BRGM permet d'évaluer simplement et rapidement les risques d'un bien localisé soit par son adresse soit par le numéro de sa parcelle.

#### Risques naturels

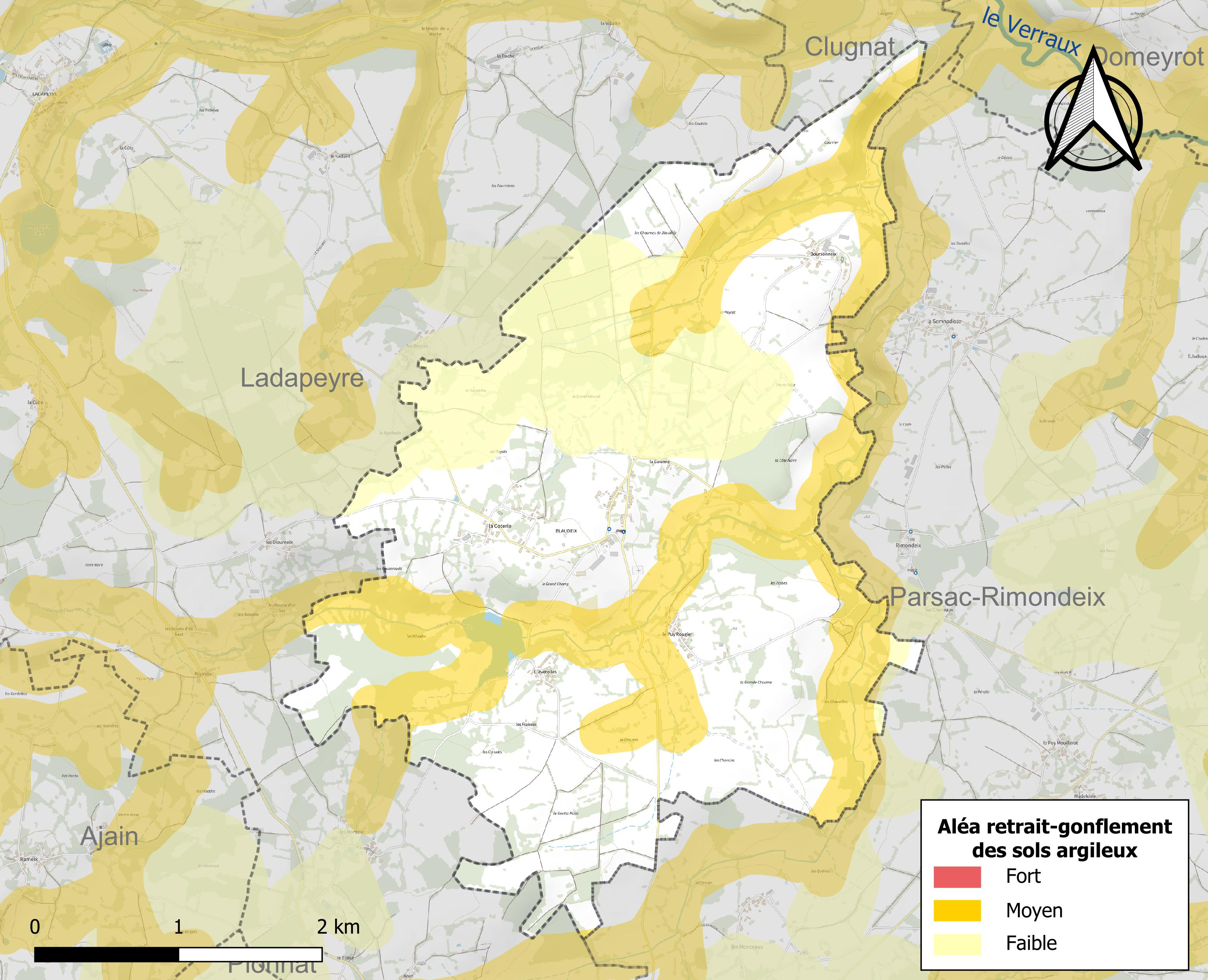
Carte des zones d'aléa retrait-gonflement des sols argileux de Blaudeix.

Le retrait-gonflement des sols argileux est susceptible d'engendrer des dommages importants aux bâtiments en cas d’alternance de périodes de sécheresse et de pluie. 29,2 % de la superficie communale est en aléa moyen ou fort (33,6 % au niveau départemental et 48,5 % au niveau national). Sur les 95 bâtiments dénombrés sur la commune en 2019,  6 sont en aléa moyen ou fort, soit 6 %, à comparer aux 25 % au niveau départemental et 54 % au niveau national. Une cartographie de l'exposition du territoire national au retrait gonflement des sols argileux est disponible sur le site du BRGM,.
Par ailleurs, afin de mieux appréhender le risque d’affaissement de terrain, l'inventaire national des cavités souterraines permet de localiser celles situées sur la commune.
La commune a été reconnue en état de catastrophe naturelle au titre des dommages causés par les inondations et coulées de boue survenues en 1982 et 1999. Concernant les mouvements de terrains, la commune a été reconnue en état de catastrophe naturelle au titre des dommages causés par des mouvements de terrain en 1999.

#### Risque particulier
Dans plusieurs parties du territoire national, le radon, accumulé dans certains logements ou autres locaux, peut constituer une source significative d’exposition de la population aux rayonnements ionisants. Certaines communes du département sont concernées par le risque radon à un niveau plus ou moins élevé. Selon la classification de 2018, la commune de Blaudeix est classée en zone 3, à savoir zone à potentiel radon significatif.

## Histoire
Blaudeix est l'une des très nombreuses communes françaises créées à la Révolution.

### Les Templiers et les Hospitaliers
Blaudeix est une ancienne commanderie fondée par les Templiers puis dévolue aux Hospitaliers de l'ordre de Saint-Jean de Jérusalem qui perdura jusqu'à la Révolution française au sein du grand prieuré et de la langue d'Auvergne.  Son autorité s'étendait sur le membre de Rimondeix et son annexe du Puy Mouillerat mais aussi sur les villages d'Ajain, Domeyrot, Ladapeyre et Parsac avec une majorité d'habitants assujettis au droit de Mortaille donc tenanciers du commandeur de Blaudeix. Le commandeur était également décimateur sur tous ces villages auxquels s'ajoutent ceux de Clugnat et Jalesches et détenait la forge bannière du Puy Rougier (Blaudeix) qu'il affermait. En contrepartie, la commanderie offrait l'aumône générale trois fois par semaine pour une période allant du début du mois de mai au 23 juin.
À l'époque du procès de l'ordre du Temple, la commanderie de Blaudeix est mentionnée plusieurs fois sous les formes latines et occitanes suivantes : Blandenc, Blandes, Blandeyro, Blondezio. On ne connait qu'un seul commandeur templier du nom de Guillaume Chamborent (1304-1307) conduit à Paris en février 1310 et qui fut choisi pour être l'un des quatre procureurs chargés de défendre l'ordre.

## Politique et administration

### Liste des maires

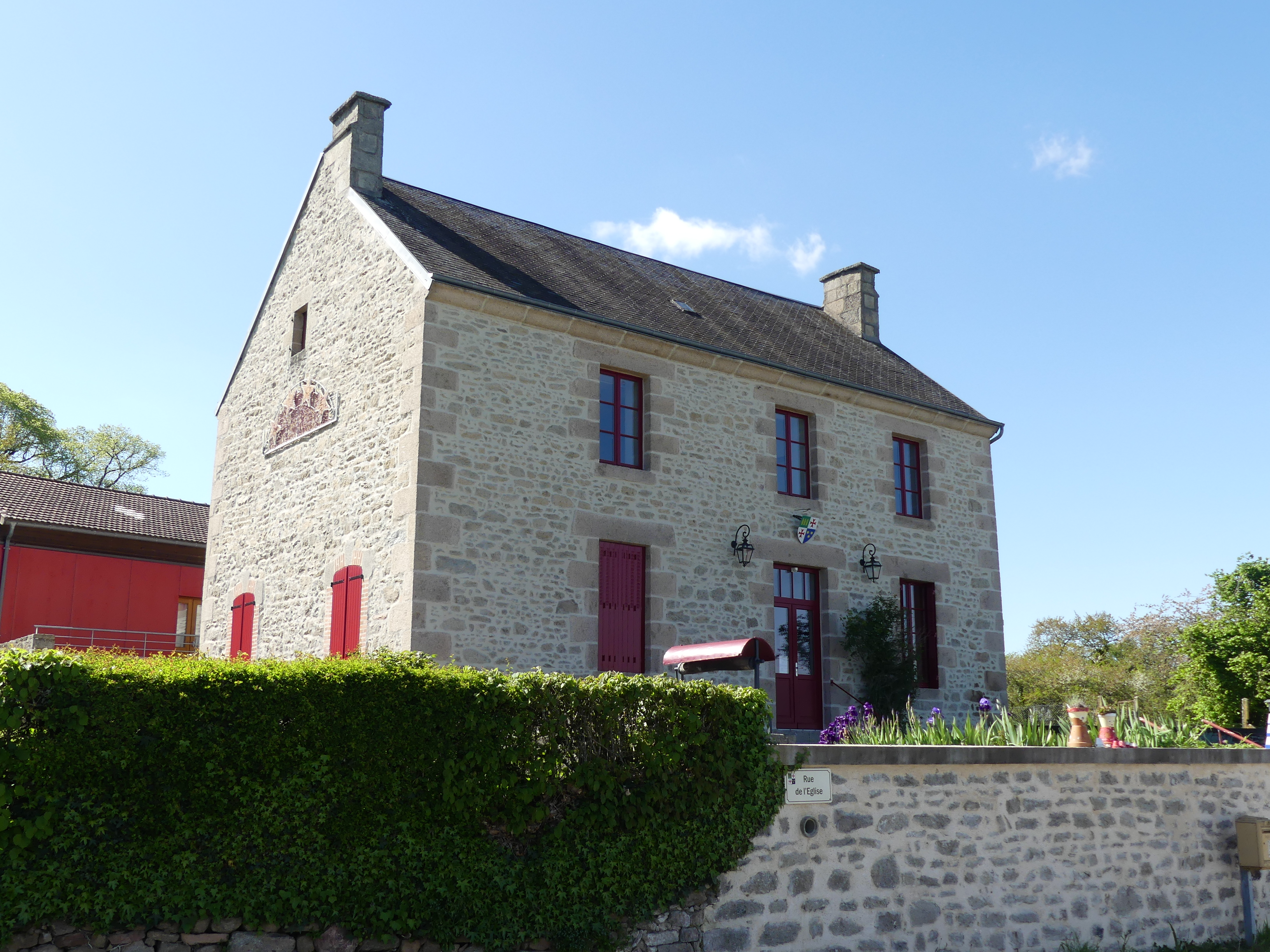
La mairie en 2024.

| Période                                  | Période  | Identité               | Étiquette | Qualité                                        |
| ---------------------------------------- | -------- | ---------------------- | --------- | ---------------------------------------------- |
| Les données manquantes sont à compléter. |          |                        |           |                                                |
|                                          |          |                        |           |                                                |
| mars 1960                                |          | Victor Giraud          |           |                                                |
|                                          |          |                        |           |                                                |
| avant 1981                               |          | Fernand Jouannet       |           |                                                |
|                                          |          |                        |           |                                                |
| mars 2001                                | 2008     | Fernand Bergeron       | DVG       |                                                |
| mars 2008                                | 2014     | Gérard Hesbois         |           |                                                |
| mars 2014                                | En cours | Marie-Christine Bunlon | DVD       | Conseillère départementale du canton de Gouzon |

## Démographie
L'évolution du nombre d'habitants est connue à travers les recensements de la population effectués dans la commune depuis 1793. Pour les communes de moins de 10 000 habitants, une enquête de recensement portant sur toute la population est réalisée tous les cinq ans, les populations de référence des années intermédiaires étant quant à elles estimées par interpolation ou extrapolation. Pour la commune, le premier recensement exhaustif entrant dans le cadre du nouveau dispositif a été réalisé en 2004.

En 2022, la commune comptait 110 habitants, en évolution de +14,58 % par rapport à 2016 (Creuse : −3,32 %, France hors Mayotte : +2,11 %).
| 1793 | 1800 | 1806 | 1821 | 1831 | 1836 | 1841 | 1846 | 1851 |
| ---- | ---- | ---- | ---- | ---- | ---- | ---- | ---- | ---- |
| 350  | 370  | 392  | 398  | 430  | 448  | 452  | 505  | 523  |

| 1856 | 1861 | 1866 | 1872 | 1876 | 1881 | 1886 | 1891 | 1896 |
| ---- | ---- | ---- | ---- | ---- | ---- | ---- | ---- | ---- |
| 477  | 485  | 477  | 467  | 450  | 479  | 491  | 444  | 453  |

| 1901 | 1906 | 1911 | 1921 | 1926 | 1931 | 1936 | 1946 | 1954 |
| ---- | ---- | ---- | ---- | ---- | ---- | ---- | ---- | ---- |
| 446  | 416  | 410  | 322  | 311  | 303  | 273  | 227  | 179  |

| 1962 | 1968 | 1975 | 1982 | 1990 | 1999 | 2004 | 2006 | 2009 |
| ---- | ---- | ---- | ---- | ---- | ---- | ---- | ---- | ---- |
| 159  | 145  | 103  | 105  | 104  | 97   | 103  | 109  | 116  |

| 2014 | 2019 | 2022 | - | - | - | - | - | - |
| ---- | ---- | ---- | - | - | - | - | - | - |
| 102  | 105  | 110  | - | - | - | - | - | - |

## Culture locale et patrimoine

### Lieux et monuments
- Église templière Saint-Jean-Baptiste de style de transition roman/gothique, datant du XIIIe siècle[30]. L'édifice a été inscrit au titre des monuments historique en 1934[31].
- Tilleul de Sully dans le bourg.

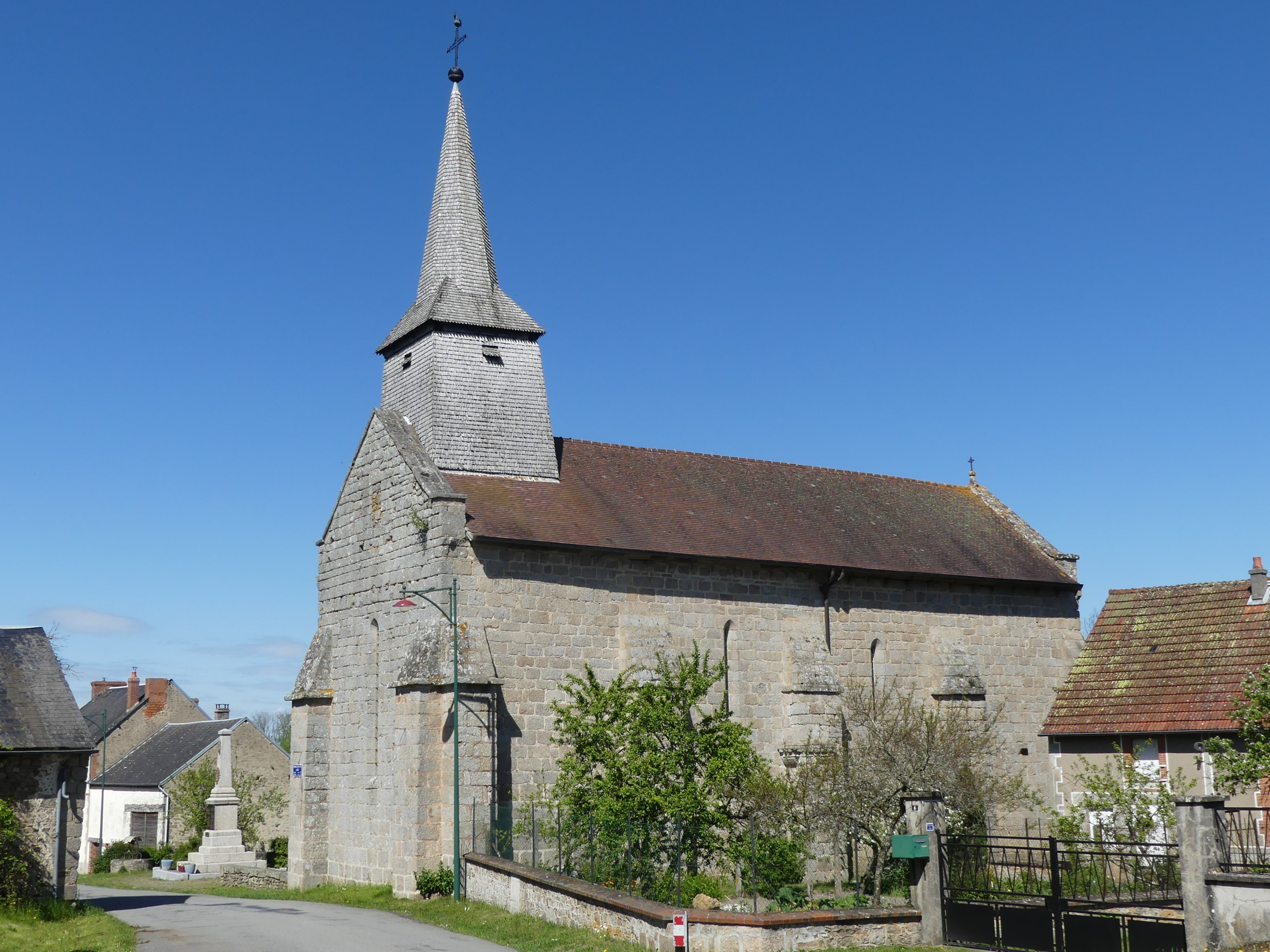
L'église Saint-Jean-Baptiste.
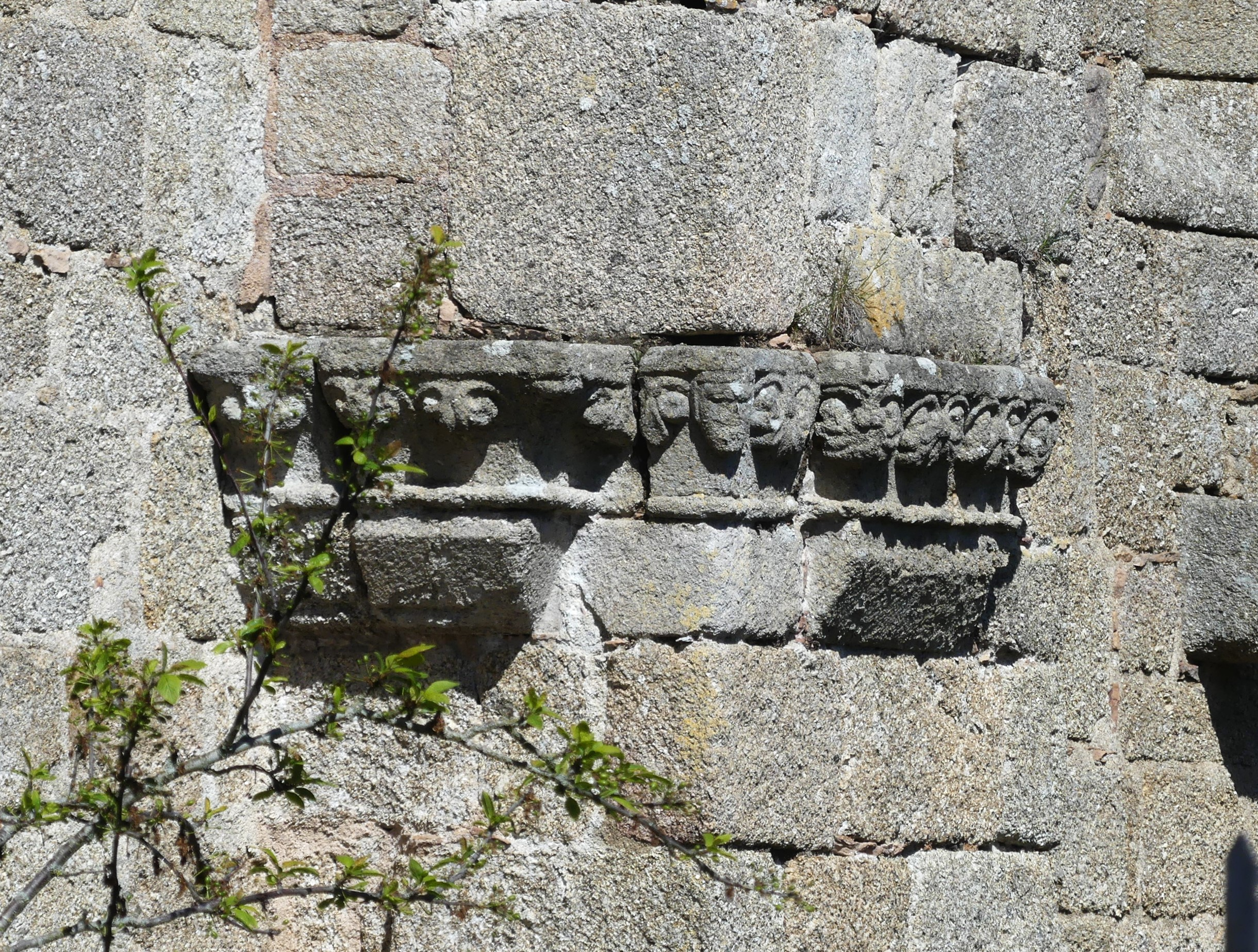
Vestiges de chapiteaux intégrés à la façade sud de l'église.
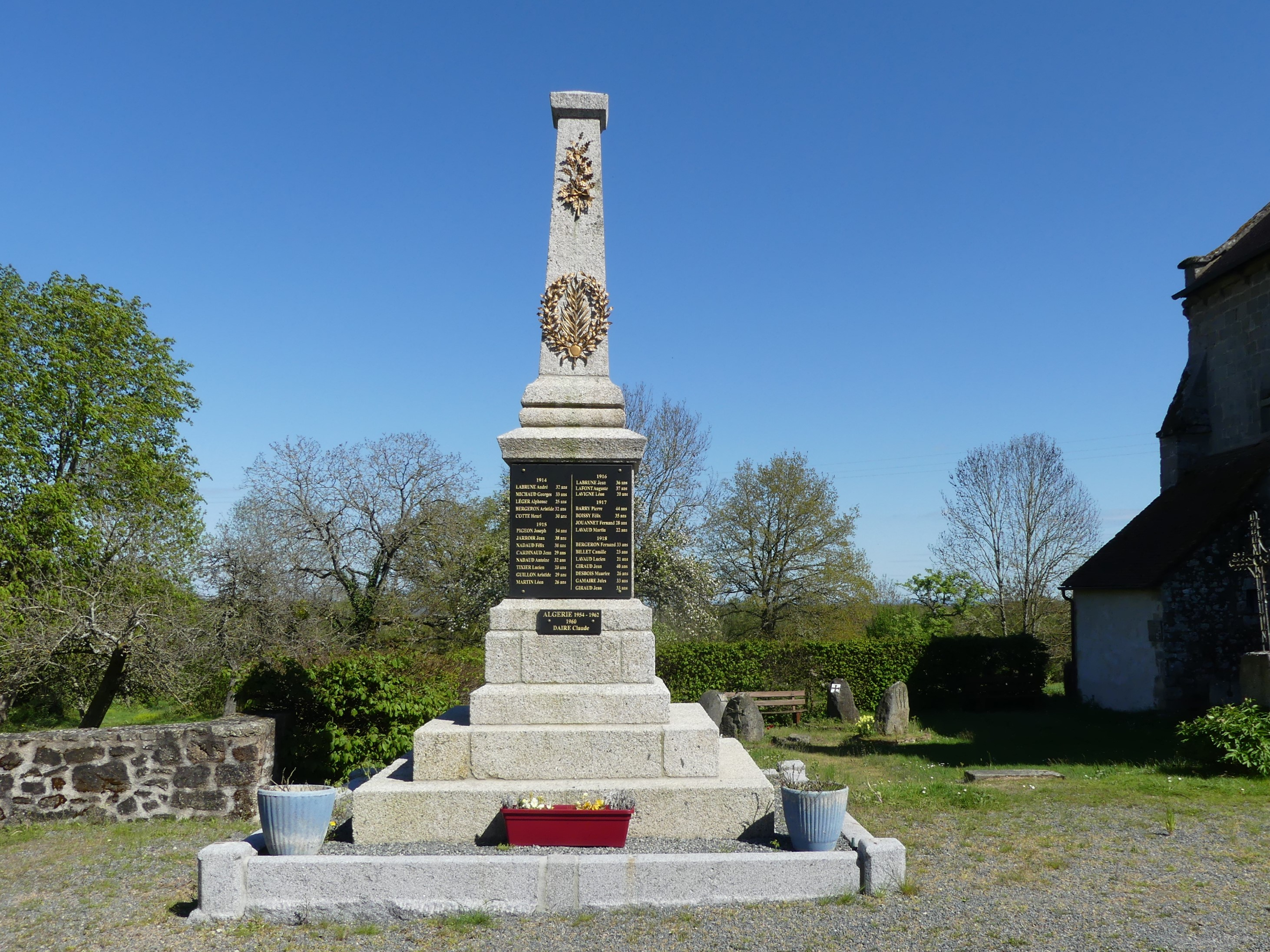
Le monument aux morts.
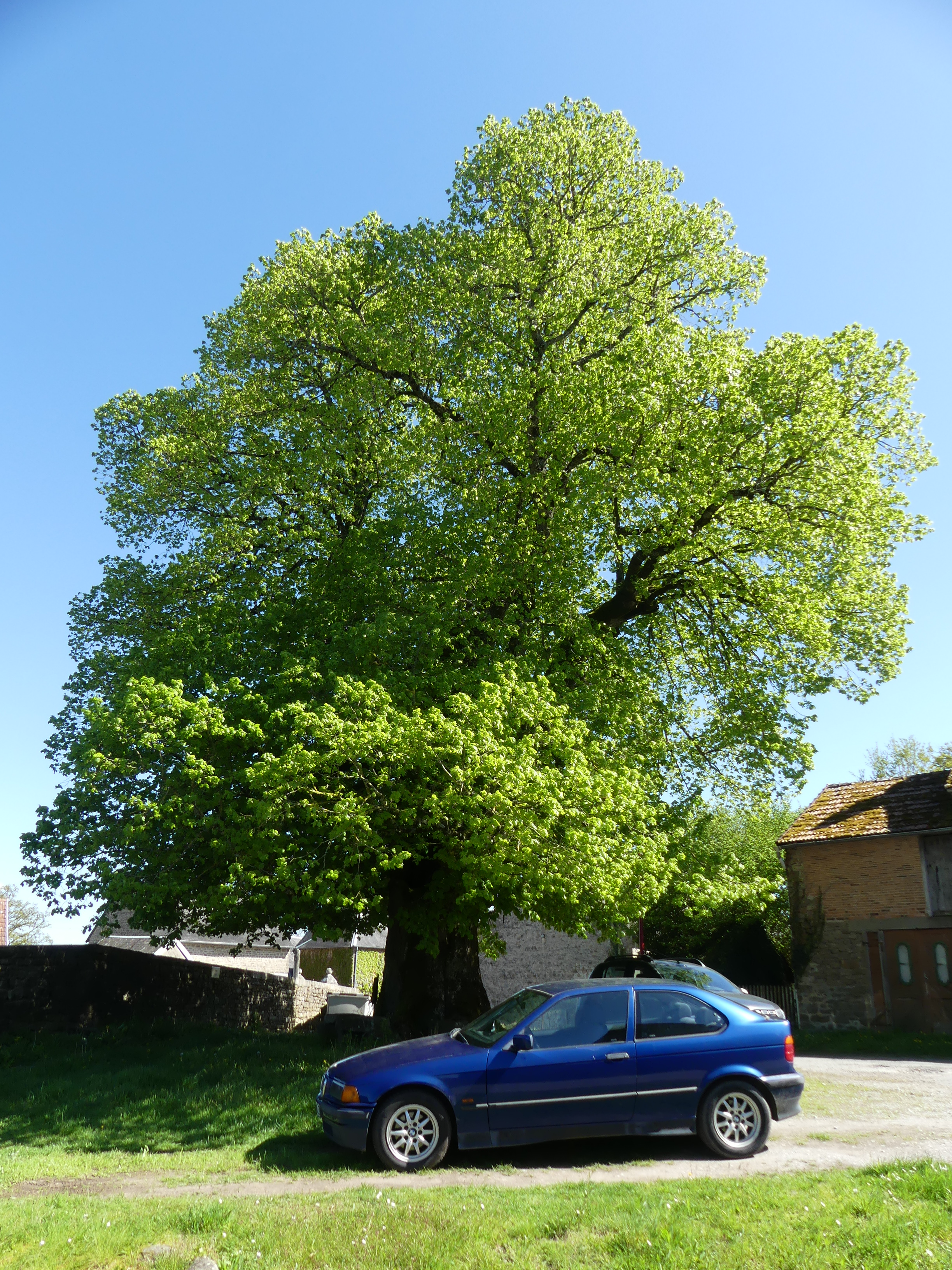
Le tilleul de Sully.
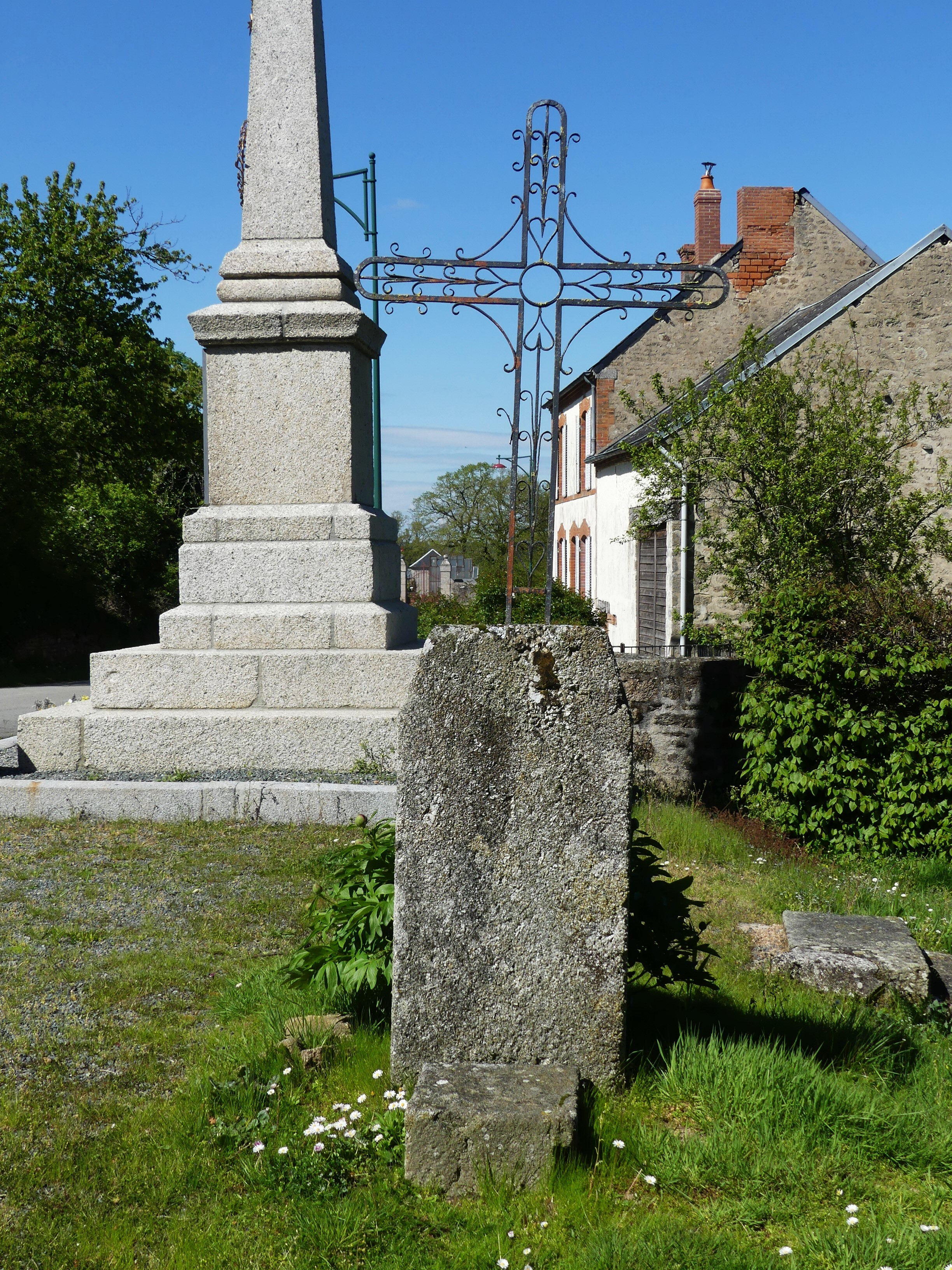
Croix à côté du monument aux morts.
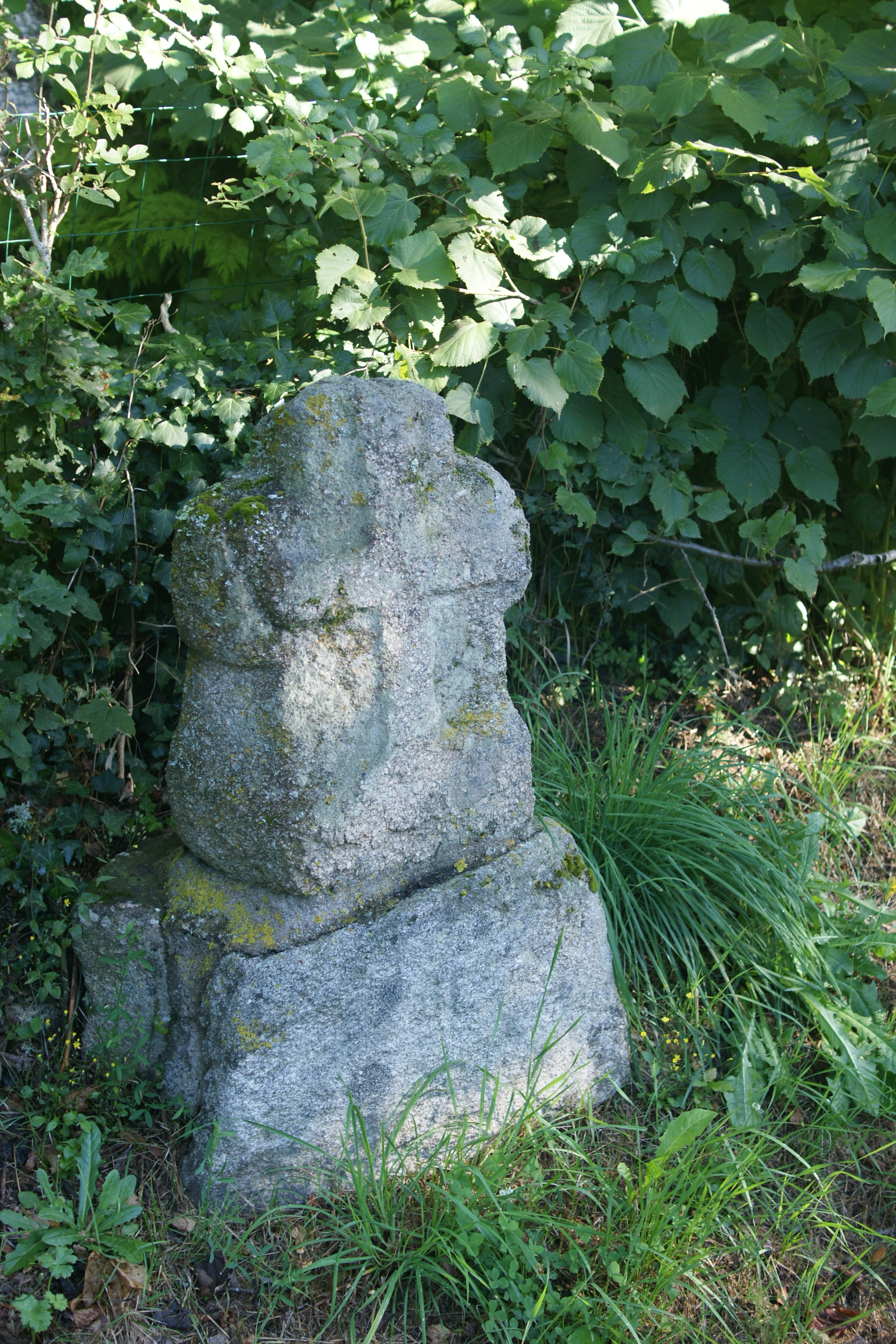
Petite croix en granit d'origine et d'époque incertaines.
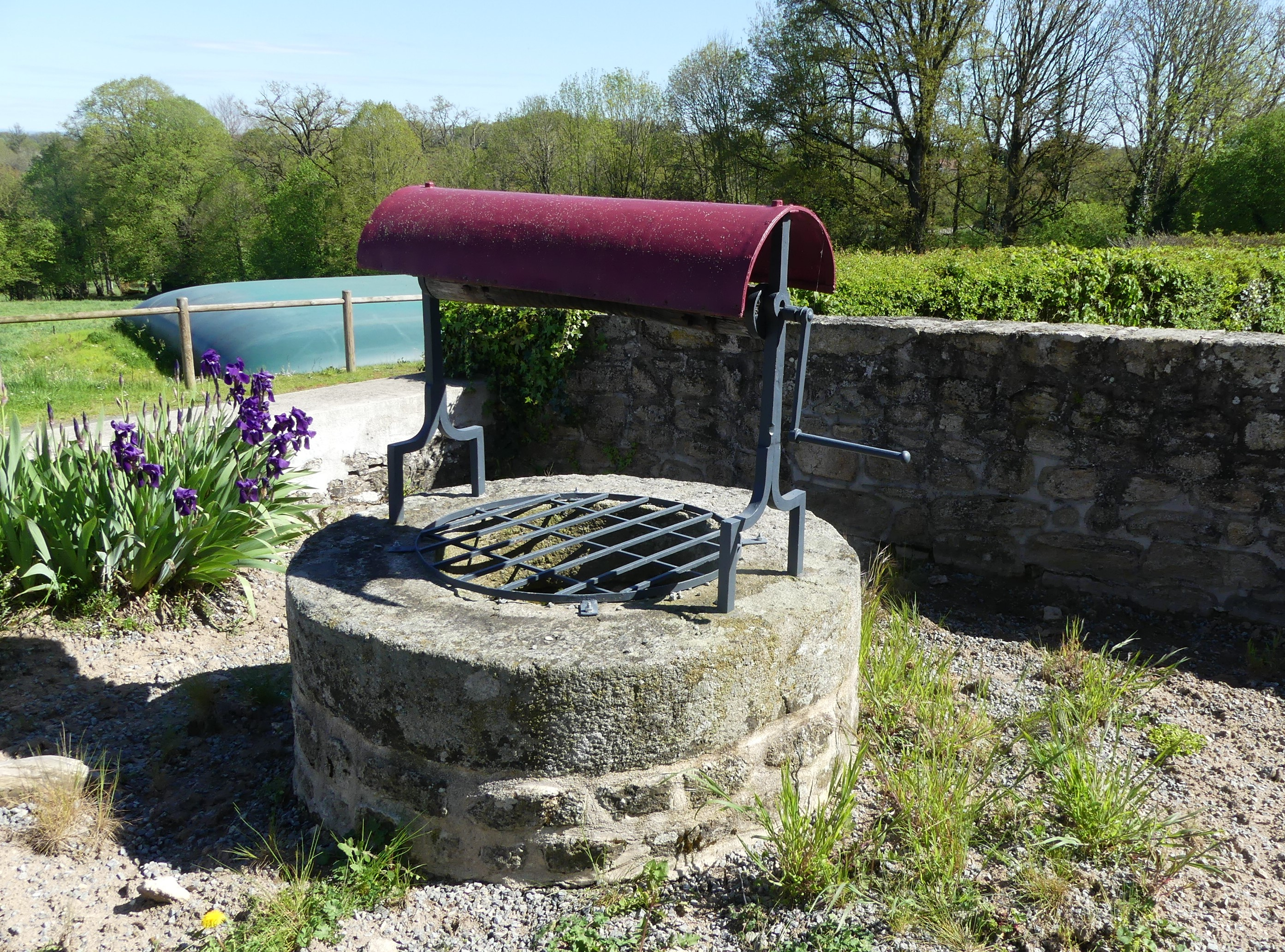
Le puits de la mairie.

### Personnalités liées à la commune

#### Les commandeurs de Blaudeix
- Frère Guillaume Chamborent (1304-1307), unique commandeur templier connu
- Astorg de Dienne (1365)[32]
- Guyot (1450)
- Jean Grimeau (c.1480)
- Louis de Lastic (1534)
- ? de Serpans (1549)
- Fiacre Guyot (1610)
- ? de Fougères du Creux (1633)
- ? de Malleret (1641)
- Joseph-Laurent de Beauvoir-du-Roure-de-Beaumont, commandeur de Saint-Paul de Roman et de Blaudeix (1688)[33].
- Louis de Chaussecourte de Lépinas (1647-1697), commandeur de Blaudeix (?-†1697)
- Antoine-Gilbert Chalevet-de-Rochemontaix (fin XVIIe siècle ou  début XVIIIe siècle)[34]
- ? de Pognat (1709)
- ? de Lescharamès (1719)
- ? de Chamboux (1730)
- ? de Chabrillan (1733)
- Joseph-Laurent de Beaumont de Brison (1747[35]-?)
- Guyot Desmier (1759)
- Charles de la Marche de Parsac (?-1770)
- ? de Saint-Julien de la Rochette (1771-1777)
- ? de Fricon (1777)
- ? de Menon de Ville (1784)
- Alexandre de Fricon (1788)

### Héraldique
| Blason de Blaudeix | Blason  | Écartelé : au 1er d'azur à trois épis de blé tigés d'or rangés en fasce, aux 2e et 3e d'argent à une croix pattée et alésée de gueules, au 4e d'azur à trois besants d'or. |
| Blason de Blaudeix | Détails | Adopté en 1996. |